# Midnight Sun Film Festival

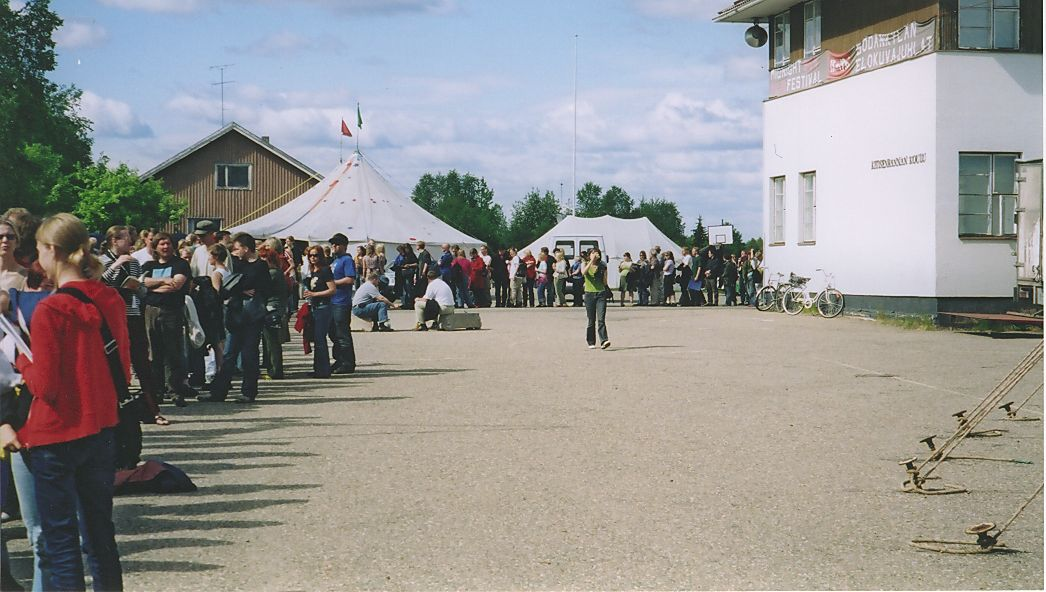
Festival-Besucherschlange 2005

Das Midnight Sun Film Festival (finnisch Sodankylän elokuvajuhlat) findet in Sodankylä 120 km nördlich des Polarkreises statt, wo während des Sommers die Sonne nie untergeht. Die Filme werden Mitte Juni fünf Tage lang rund um die Uhr gezeigt, was, zusammen mit der Mitternachtssonne, für eine einzigartige Atmosphäre sorgt.
Gegründet wurde das Filmfestival 1986 von Aki und Mika Kaurismäki. Es hat drei Schwerpunkte: Retrospektiven bekannter Filmregisseure, aktuelle Filme und Stummfilme mit Live-Musik. Das Festival hat jeweils 15000 bis 20000 Besucher, darunter 150 bis 200 Journalisten.